# Aspidocarya uvifera
Aspidocarya uvifera là một loài thực vật có hoa trong họ Biển bức cát. Loài này được Hook.f. & Thomson mô tả khoa học đầu tiên năm 1855.